# Muzeum hraček Istanbul
Istanbulské muzeum hraček (turecky: İstanbul Oyuncak Müzesi) se nachází v městské části Göztepe městského obvodu Kadiköy v Istanbulu, Turecku.
Muzeum založil v roce 2005 turecký básník a spisovatel Sunay Akın. Jeho otevření se uskutečnilo 23. dubna, v den, kdy se v Turecku slaví Den národní svrchovanosti a Den dětí. Muzeum se může pochlubit více než 4000 exempláři hraček a miniatur, které byly nashromážděny během 20 let z různých antikvariátů a internetových aukcí z celého světa.
Hlavním finančním zdrojem muzea jsou příjmy Sunaye Akina z prodeje knih, divadelních představeních a televizních programů.
Budova, kde se muzeum nachází, je pětipodlažní historická vila, která kdysi patřila jeho rodině. Každé patro budovy představuje jinou divadelní scénu. První patro je kopií jednoho z nejstarších hračkářství v Istanbulu, tzv. Eyüpského hračkářství (turecky: Eyüp oyuncakcılığı).
Istanbulské muzeum hraček se řadí mezi jedno z nejlepších hračkářských muzeí ve světě.[zdroj?]

## Členství a ocenění
- členem Mezinárodní rady muzeí ICOM (od roku 2009)
- nominace na Evropské muzeum roku (2010, 2011, 2012)
- členem Hands On Europe, mezinárodní asociace dětských muzeí

## Otvírací doba
Muzeum je otevřeno
- pondělí zavřeno
- Út–Pá 9:30–18:00
- So–Ne 9:30–19:00

## Doprava
Z evropské strany Istanbulu se do Kadiköy lze dopravit lodí z jakéhokoliv přístavu v Istanbulu.
V Kadiköy pak k muzeu (zastávka Göztepe) vedou autobusové linky 10B, 10S, 14ÇK, 17, 17L, 19F, 19K, 19M, 19Y, 19S, GZ1, GZ2 a vlaková linka Haydarpaşa–Gebze z nádraží Haydarpaşa.

## Fotogalerie

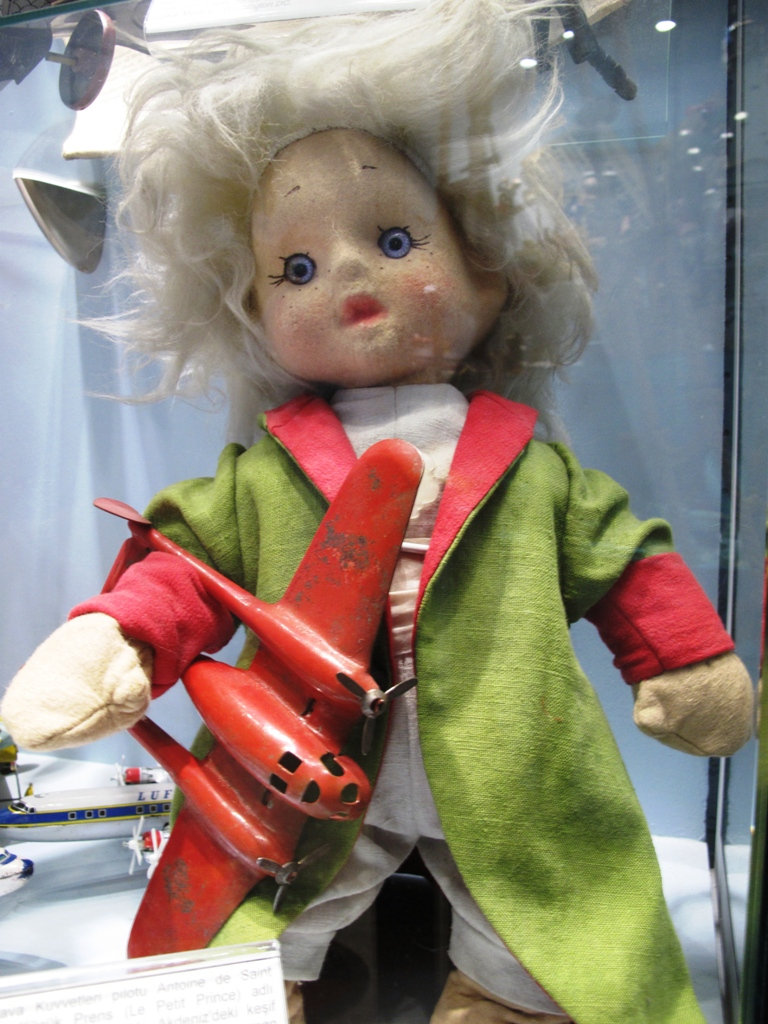
Model letadla P-38, ve kterém zemřel Antoine de Saint-Exupéry USA, 1940
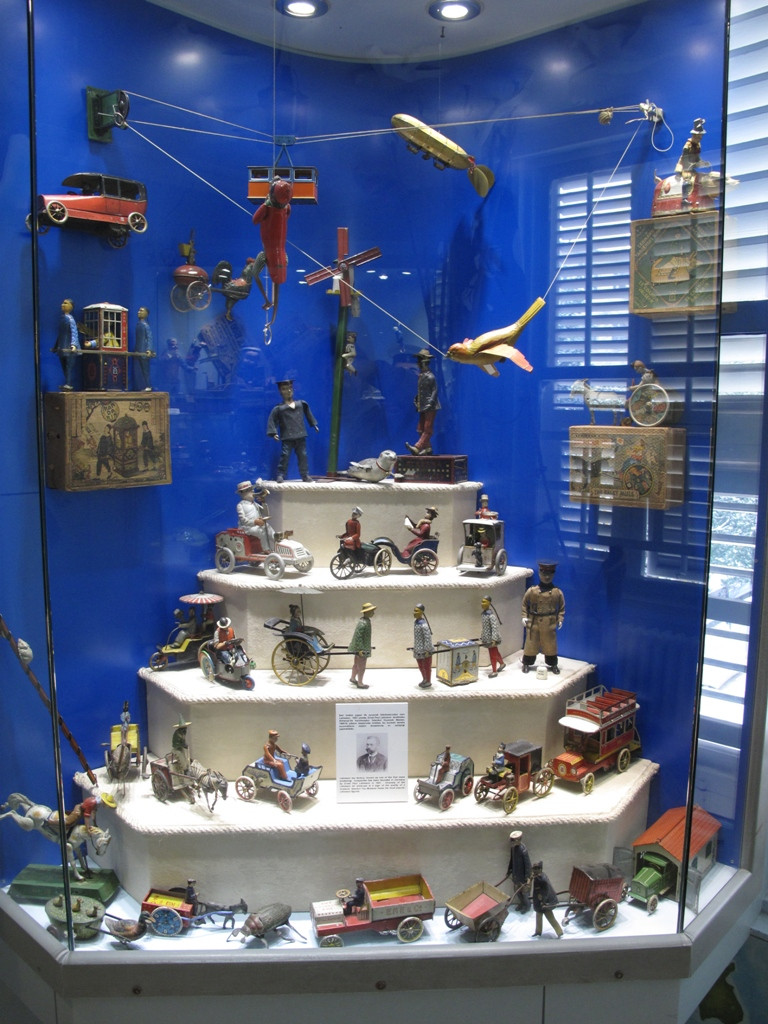
Hračky německého výrobce Ernsta Paula Lehmanna Německo, 1881
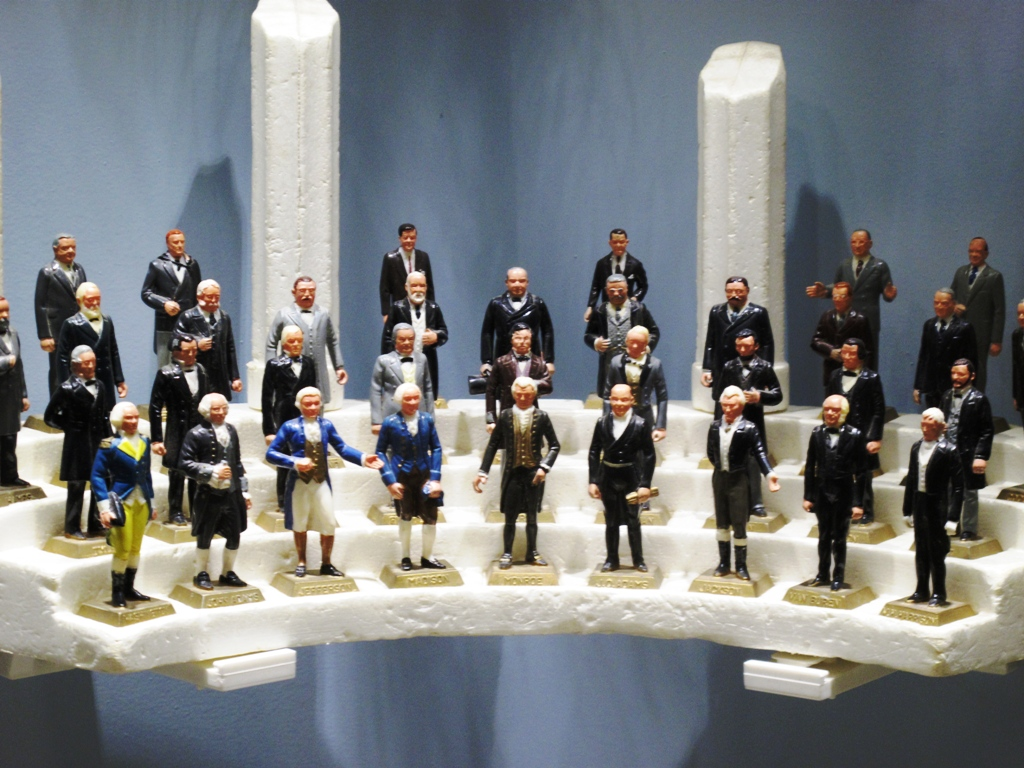
Figurky Amerických prezidentů USA,1960
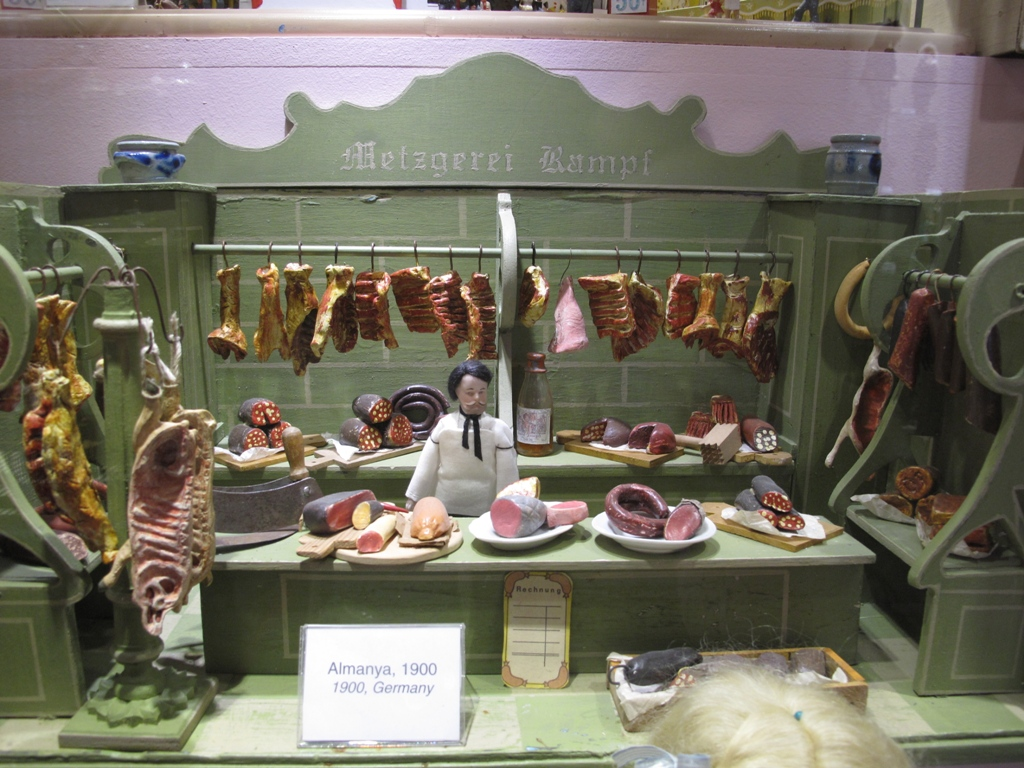
Miniatura řezníka Německo, 1900
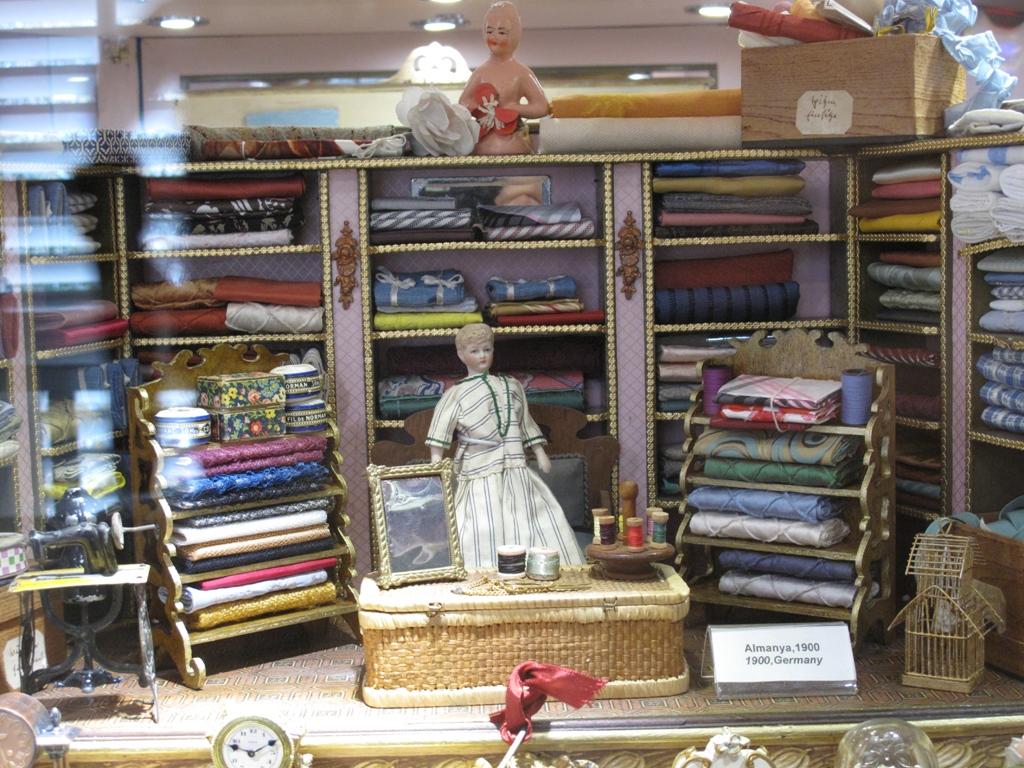
Miniatura švadleny Německo,1900
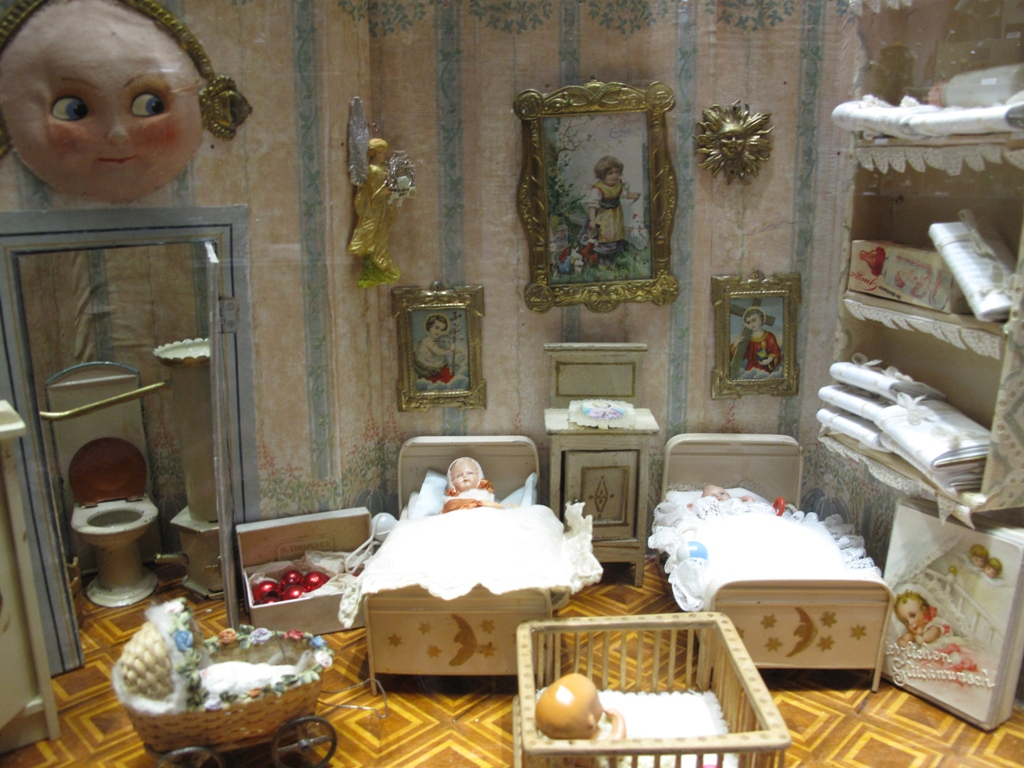
Miniatura ložnice Německo,1921
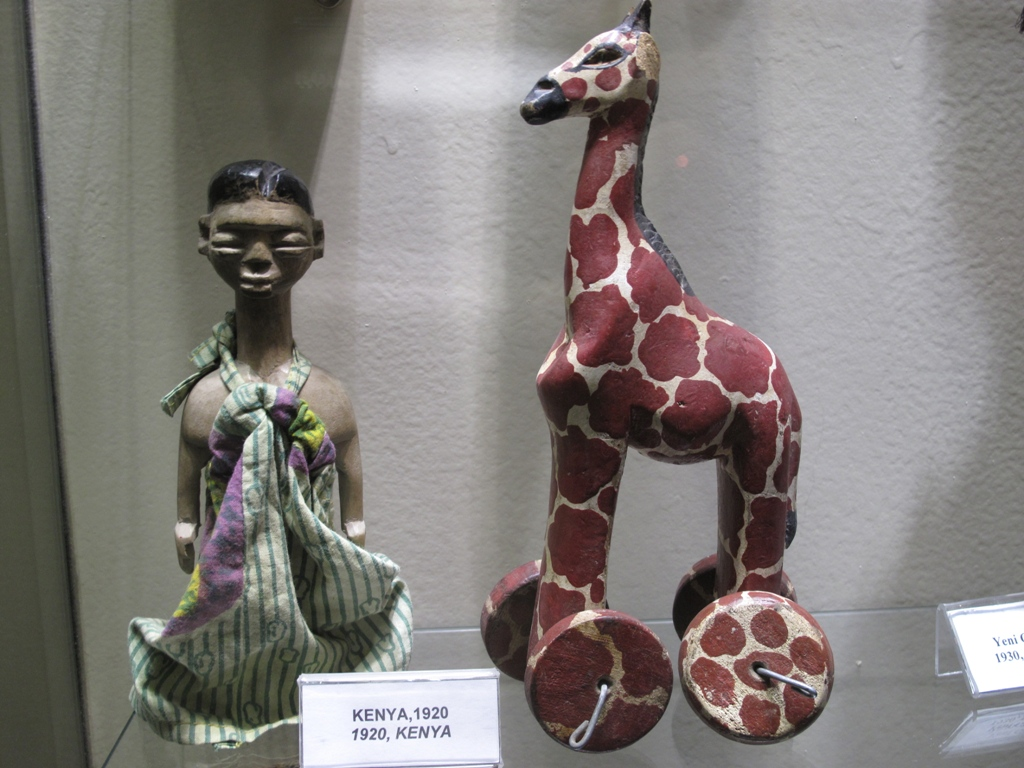
Hračky z Keni Keňa,1920
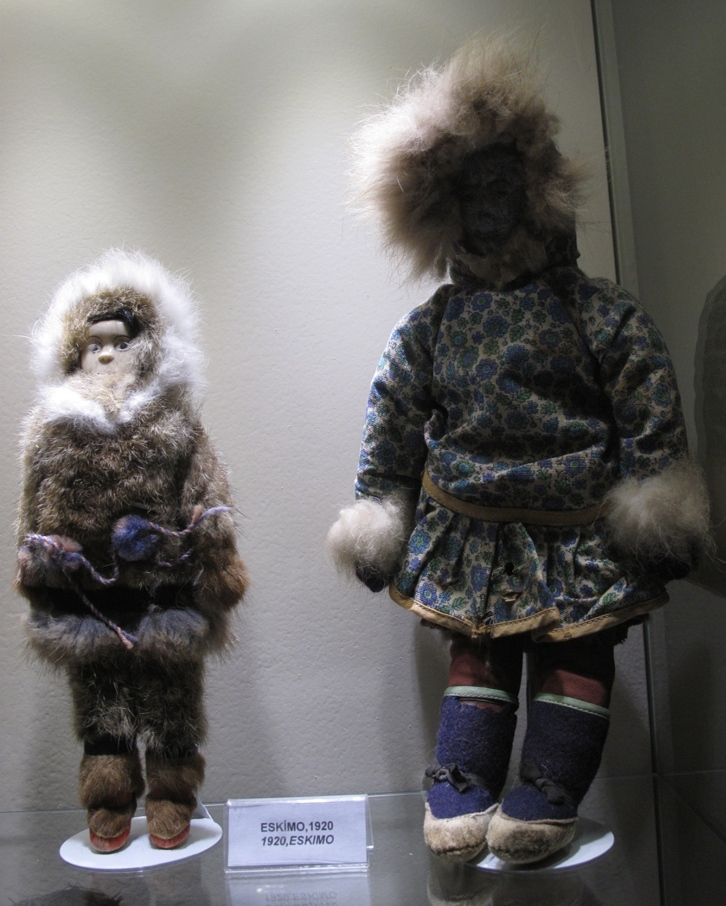
Hračky Eskymáků Eskymák,1920
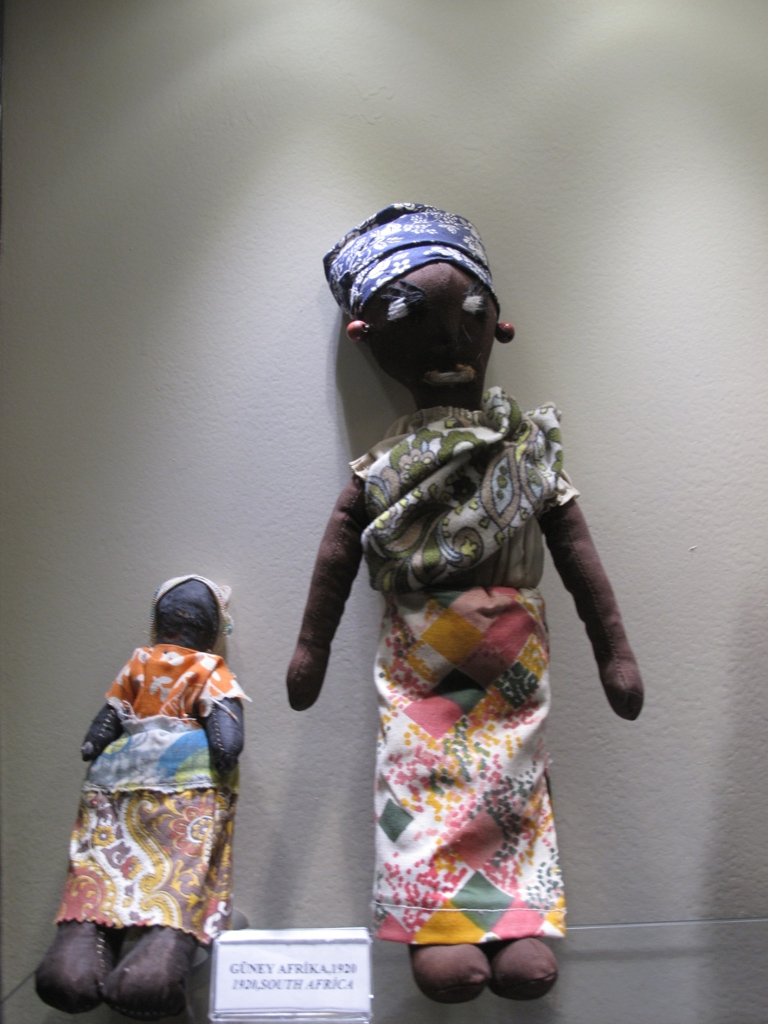
Hračky z Jižní Afriky Jižní Afrika,1920
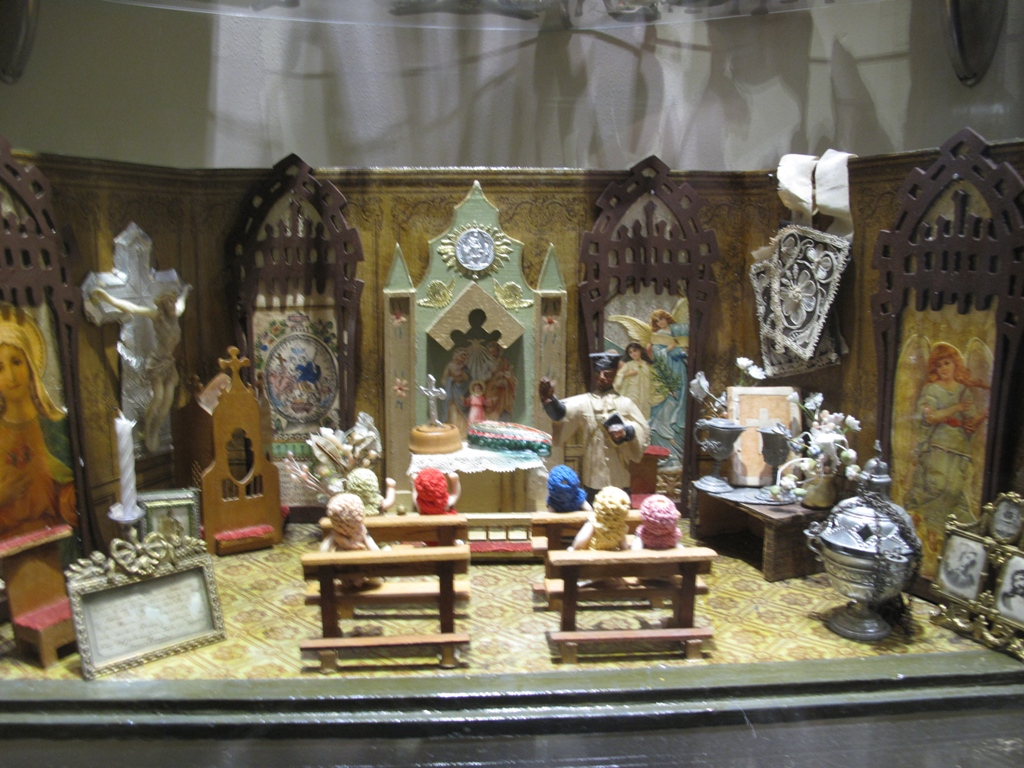
Miniatura kostela Německo,1930
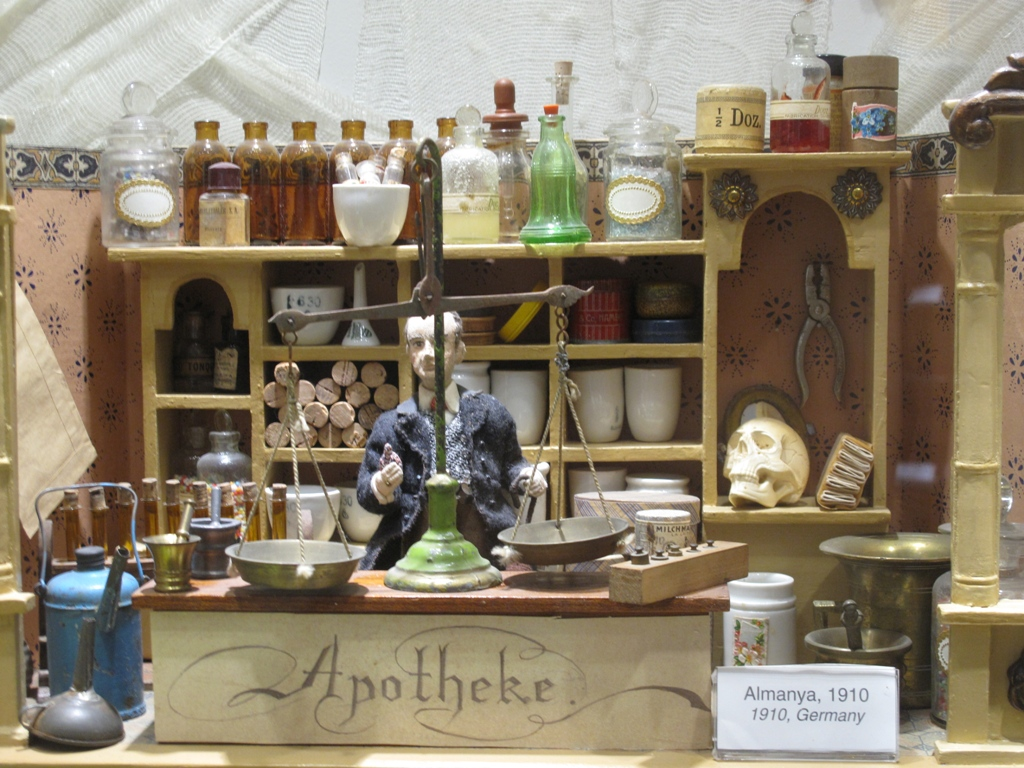
Miniatura lékárny Německo,1910
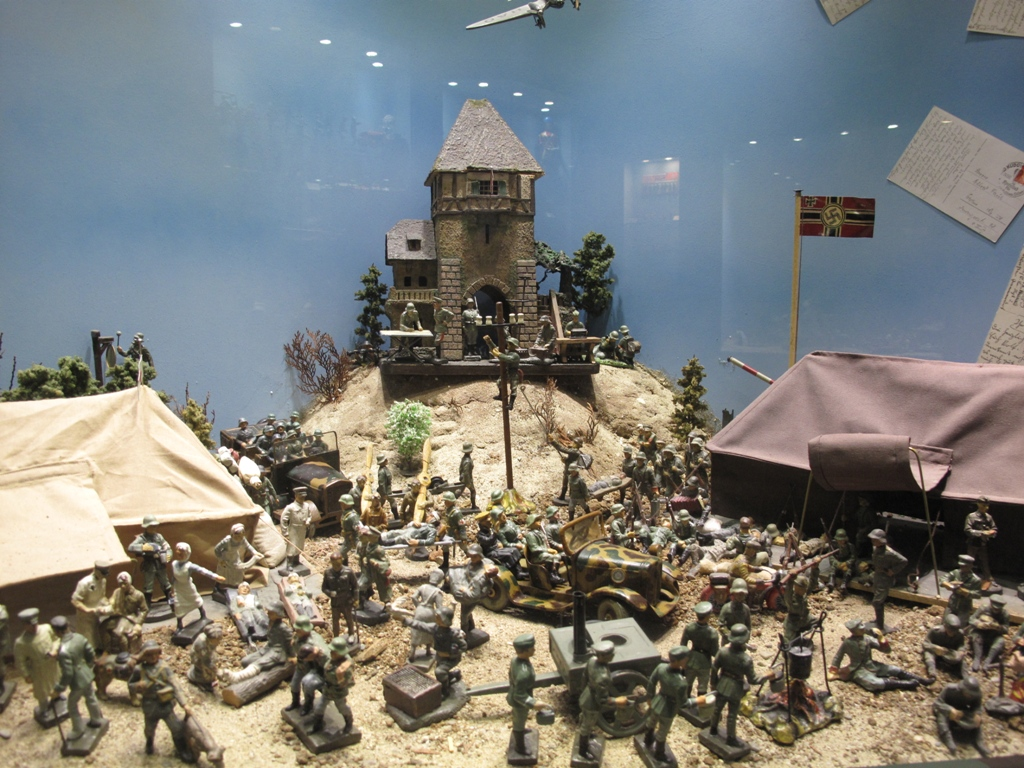
2. světová válka Německo,1933-1940
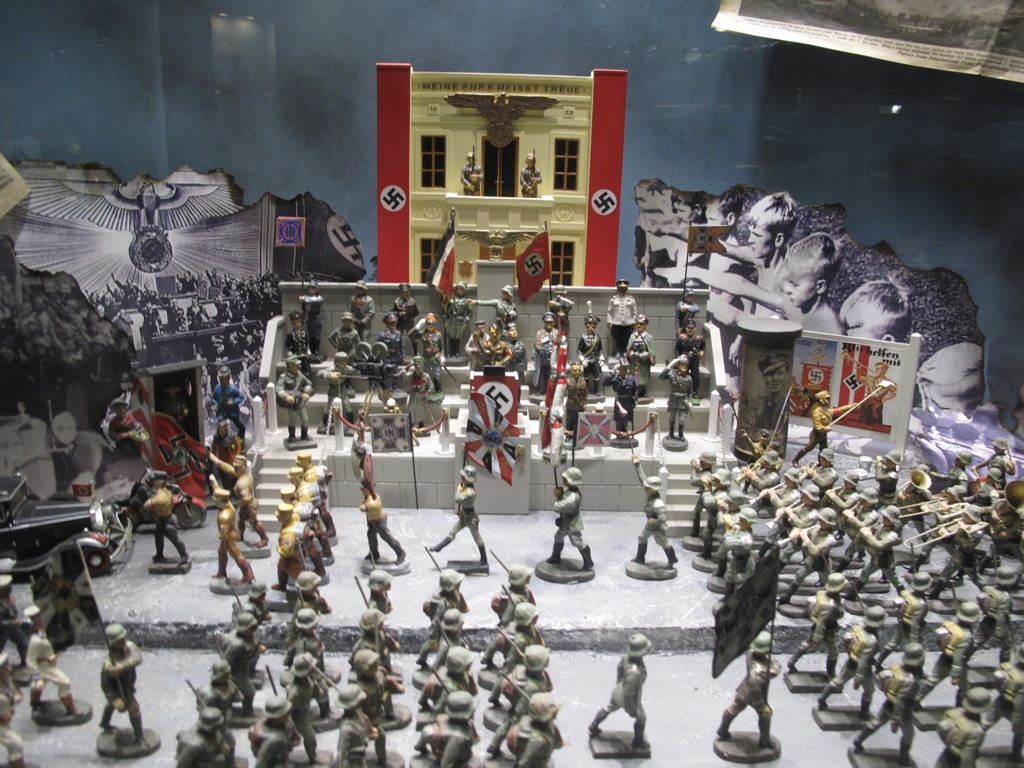
2. světová válka Německo,1933-1940
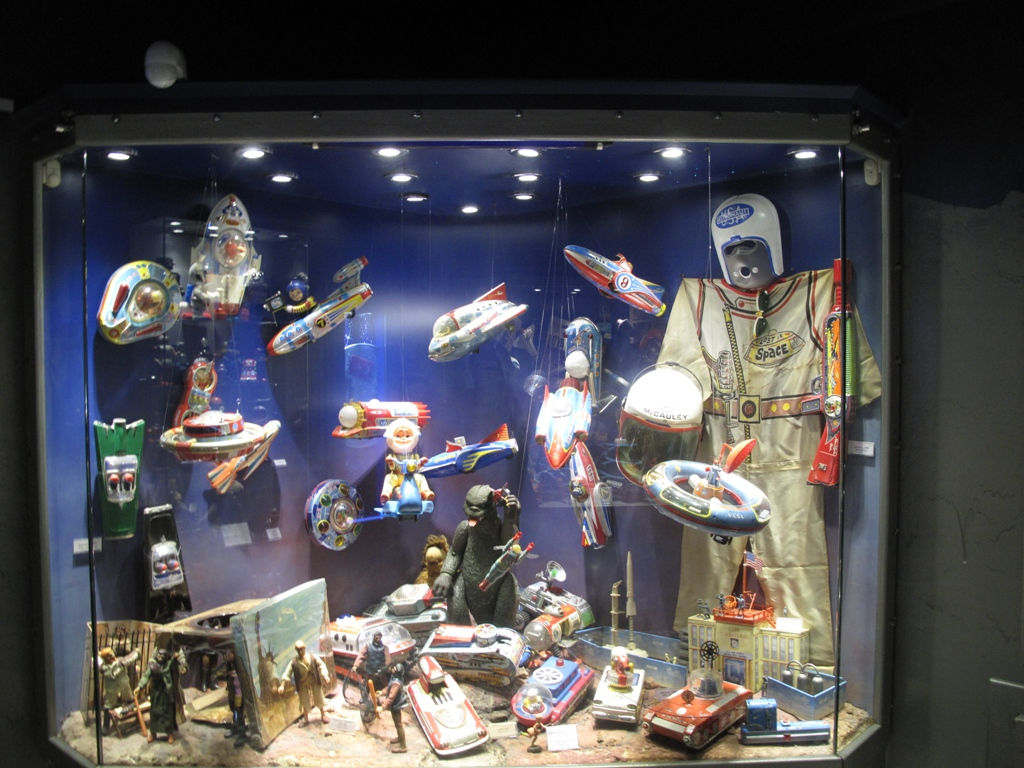
Vesmír
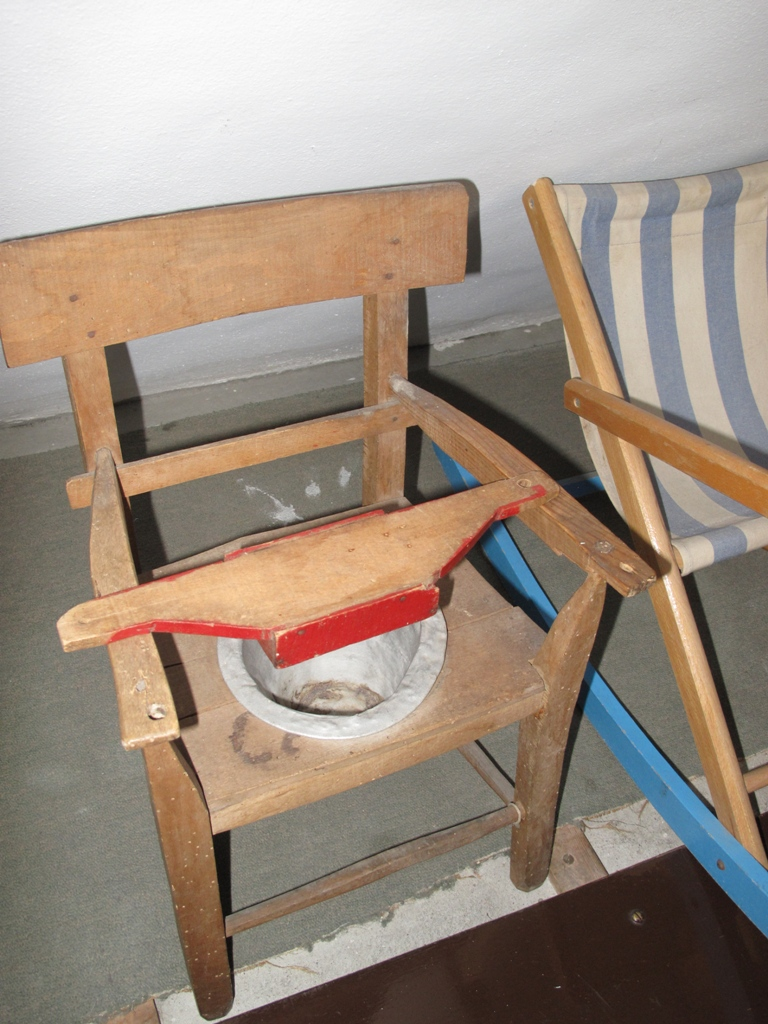
Nočník
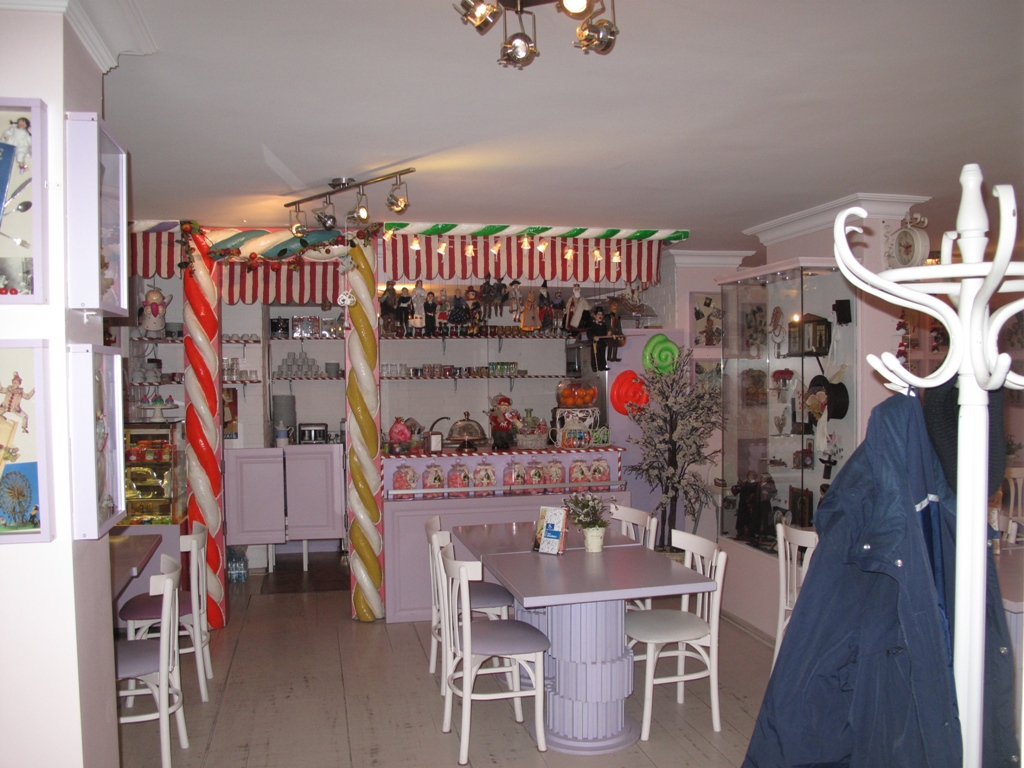
Kavárna k odpočinku